# Phymatodes nitidus
Phymatodes nitidus är en skalbaggsart som beskrevs av Leconte 1874. Phymatodes nitidus ingår i släktet Phymatodes och familjen långhorningar. Inga underarter finns listade i Catalogue of Life.